# آدریان هولمز
آدریان هولمز (انگلیسی: Adrian Holmes؛ زادهٔ ۳۱ مارس ۱۹۷۴) یک هنرپیشه اهل کانادایی است. وی بیشتر به خاطر کار در مجموعه تلویزیونی 19-2 مشهور است که برای آن برنده جوایز سینمایی کانادا در سال ۲۰۱۷ شد.

## اوایل زندگی
هولمز در ورکسام، ولز شمالی به دنیا آمد، و از پنج سالگی به همراه خانواده اش به ونکوور، بریتیش کلمبیا نقل مکان کرد. وی بخشی از دانشکده پرستاری را در کالج لانگارا تحصیل کرد، زیرا احساس می‌کرد که در صورت عدم موفقیت در بازیگری به یک برنامه پشتیبان نیاز دارد.

## فیلم‌شناسی
- Twist in the Wind (1991)
- Neon Rider (1991)
- Highlander: The Series (1992–1993) دو قسمت
- The Only Way Out (1993)
- Fire in the Heart (1994)
- M.A.N.T.I.S. (1994)
- Night Man (1999)
- Brotherhood of Murder (1999)
- The Outer Limits (1996–2000)
- دروازه ستارگان اس‌جی-۱ (۲۰۰۲–۲۰۰۶)
- Meltdown (2004)
- Def Jam: Fight for NY (2004)
- اسمالویل (۲۰۰۵–۲۰۰۶, ۲۰۰۹–۲۰۱۰)
- دو نفر برای پول (۲۰۰۵)
- Hot Wheels AcceleRacers (2005)
- Supervolcano (2005)
- Godiva's (2005–2006)
- Da Vinci's City Hall (2006)
- مدرک (۲۰۰۶)
- یگان سرسخت (۲۰۰۶)
- مثل مایک: بسکتبال خیابانی (۲۰۰۶)
- بلک لاگون (۲۰۰۶)
- Cries in the Dark (2006)
- Ice Blues (2008)
- Bratz Girlz Really Rock (2008)
- آسیب (۲۰۰۹)
- شکار برای کشتن (۲۰۱۰)
- فرانکی و آلیس (۲۰۱۰)
- True Justice (2010–2012)
- Wrecked (2011)
- شنل قرمزی (۲۰۱۱)
- کماندار (۲۰۱۲–۲۰۱۸)
- دوران کهن: دنیای جدید (۲۰۱۲)
- Battlestar Galactica: Blood & Chrome (2012)
- Cult (2013)
- الیسیوم (۲۰۱۳)
- ۱۹–۲ (۲۰۱۴, نسخه انگلیسی)
- اشکال‌زدایی (۲۰۱۴)
- انتقام (۲۰۱۵)
- A Christmas Horror Story (2015)
- Impastor (2016)
- Barrows: Freedom Fighter (2016)
- Letterkenny (2017)
- سوپرنچرال فصل۱۳ قسمت 3 (2017)
- آسمان خراش (۲۰۱۸)
- V Wars (2019)
- Hospital Show (2019)
- پسرها (2020) as Dr. Park
- Chained (2020)

## جوایز
| سال  | جایزه                | دسته‌بندی                                              | سریال         | نتیجه    | منبع  |
| ---- | -------------------- | ----------------------------------------------------- | ------------- | -------- | ----- |
| ۲۰۰۴ | جایزه لیو            | بهترین اجرای مهمان توسط یک مرد در یک سریال دراماتیک   | The Collector | نامزدشده | [ ۵ ] |
| ۲۰۱۶ | جوایز سینمایی کانادا | بهترین بازیگری توسط یک بازیگر نقش اصلی دراماتیک پیشرو | 19-2          | نامزدشده | [ ۶ ] |
| ۲۰۱۷ | جوایز سینمایی کانادا | بهترین بازیگری توسط یک بازیگر نقش اصلی دراماتیک پیشرو | 19-2          | برنده    |       |
| ۲۰۱۷ | جایزه لیو            | بهترین نقش اصلی توسط یک مرد در یک سریال دراماتیک      | 19-2          | نامزدشده | [ ۷ ] |